# سیارک ۱۷۰۱۶۲
سیارک ۱۷۰۱۶۲ (به انگلیسی: 170162 Nicolashayek، نامگذاری:2003FJ2)۱۷۰۱۶۲مین سیارک کشف شده‌است که در ۲۳ مارس ۲۰۰۳ کشف شد.